# Blaž Kavčič
Blaž Kavčič (Ljubliana, 5 de março de 1987) é um tenista profissional esloveno. Em 2010, se tornou um dos 100 melhores do mundo pela ATP, em simples.

## Simples (15)
| Legenda          |
| ---------------- |
| Challengers (13) |
| Futures (2)      |

| N.  | Data              | Torneio     | Piso   | Oponente              | Placar             |
| --- | ----------------- | ----------- | ------ | --------------------- | ------------------ |
| 1.  | 21 Agosto 2006    | Čakovec     | Saibro | Predrag Rusevski      | 6–3, 6–3           |
| 2.  | 4 Setembro 2006   | Zagreb      | Saibro | Rok Jark              | 6–4, 7–5           |
| 3.  | 25 Maio 2009      | Alessandria | Saibro | Jesse Levine          | 7–5, 6–3           |
| 4.  | 23 Junho 2009     | Constanța   | Saibro | Julian Reister        | 3–6, 6–3, 6–4      |
| 5.  | 21 Agosto 2010    | Qarshi      | Duro   | Michael Venus         | 7–6(8–6), 7–6(7–5) |
| 6.  | 5 Setembro 2010   | Rijeka      | Saibro | Rubén Ramírez Hidalgo | 6–4, 3–6, 7–6(7–5) |
| 7.  | 26 September 2010 | Ljubljana   | Saibro | David Goffin          | 6–2, 4–6, 7–5      |
| 8.  | 12 Setembro 2011  | Banja Luka  | Saibro | Pere Riba             | 6–4, 6–1           |
| 9.  | 28 Abril 2012     | São Paulo   | Saibro | Júlio Silva           | 6–3, 7–5           |
| 10. | 10 Junho 2012     | Fürth       | Saibro | Sergiy Stakhovsky     | 6–3, 2–6, 6–2      |
| 11. | 26 Agosto 2013    | Bangkok     | Duro   | Suk-Young Jeong       | 6–3 6-1            |
| 12. | 9 Junho 2014      | Fergana     | Duro   | Alexander Kudryavtsev | 6-4 7-6(8)         |
| 13. | 16 Junho 2014     | Tianjin     | Duro   | Alexander Kudryavtsev | 6-2 3-6 7-5        |
| 14. | 7 Julho 2014      | Portoroz    | Duro   | Gilles Muller         | 7-5 6-7(4) 6-1     |
| 15. | 7 Julho 2014      | Shenzhen    | Duro   | André Ghem            | 7-5 6-4            |

### Confrontos vs Tenistas da ATP (51-68)
Tenistas em destaque foram N° 1 do mundo
| - Mohamed Abid 1–0 - Kevin Anderson 1–0 - Igor Andreev 0–2 - Thierry Ascione 1–0 - Rachid Baba-Aisa 1–0 - Marcos Baghdatis 1–1 - Roberto Bautista-Agut 0–1 - Aljaž Bedene 1–0 - Benjamin Becker 0–1 - Thomaz Bellucci 1–1 - Julien Benneteau 1–0 - Ričardas Berankis 0–1 - Tomáš Berdych 0–2 - Carlos Berlocq 0–3 - Michael Berrer 0–1 - Stian Boretti 1–0 - Jérémy Chardy 2–1 - Marin Čilić 0–1 - Flavio Cipolla 0–1 | - Marius Copil 1–0 - Marcos Daniel 0–1 - Steve Darcis 0–1 - Juan Martín del Potro 0–2 - Grigor Dimitrov 1–0 - Ivan Dodig 0–1 - Novak Djokovic 0–2 - James Duckworth 2–0 - Reda El Amrani 1–0 - Todor Enev 1–0 - Gastão Elias 1–0 - Mahmoud Ezz 1–0 - Alejandro Falla 1–0 - Roger Federer 0-1 - David Ferrer 0–1 - Fabio Fognini 0–1 - Andreas Haider-Maurer 0–1 - Tommy Haas 0–1 - Victor Hănescu 1–0 | - Harri Heliovaara 1–0 - Lleyton Hewitt 2–1 - Teymuraz Gabashvili 1–1 - Richard Gasquet 0–2 - Marcel Granollers 0–1 - Laurynas Grigelis 1–0 - Ernests Gulbis 1–0 - Denis Istomin 1–0 - Jerzy Janowicz 0–1 - Andis Juška 0–1 - Photos Kallias 1–0 - Tobias Kamke 2–2 - Roko Karanušić 0–1 - Ivo Karlović 0–1 - Robert Kendrick 1–0 - Thanasi Kokkinakis 1–0 - Łukasz Kubot 0–1 - Igor Kunitsyn 0–1 - Jan-Lennard Struff 0–1 | - Ivan Ljubičić 0–1 - Feliciano López 0–1 - Karim Maamoun 1–0 - Nicolas Mahut 0–1 - Robert Farah Maksoud 1–0 - Nicolás Massú 0–1 - Florian Mayer 1–0 - Ricardo Mello 1–0 - Gael Monfils 0–1 - Izak van der Merwe 0–1 - Frederik Nielsen 1–0 - Jarkko Nieminen 1–1 - Wayne Odesnik 0–2 - Philipp Petzschner 0–1 - Sam Querrey 0–1 - Ruan Roalofse 2–0 - Andy Roddick 0–1 - Olivier Rochus 0–1 - Gvidas Sabeckis 1–0 | - Eduardo Schwank 1–0 - Andreas Seppi 0–1 - Igor Sijsling 0–1 - Joao Sousa 1–0 - Potito Starace 0–1 - Radek Štěpánek 1-0 - Janko Tipsarević 0–2 - Bernard Tomic 0–1 - Jo-Wilfried Tsonga 0–1 - Vishnu Vardhan 1–0 - Antonio Veić 1–2 - Mikhail Youzhny 0–2 - James Ward 1–0 - Stanislas Wawrinka 0–1 - Amir Weintraub 0–1 - Donald Young 1–0 - Mehdi Ziadi 1–0 - Mischa Zverev 1–0 |

## Ligações Externas
- Perfil na ATP